# Ponto dos Volantes
Ponto dos Volantes là một đô thị thuộc bang Minas Gerais, Brasil. Đô thị này có diện tích 1215,189 km², dân số năm 2007 là 10976 người, mật độ 9,6 người/km².